# Jarmila Machačová
Jarmila Machačová, née le 9 janvier 1986 à Havlíčkův Brod, est une coureuse cycliste tchèque, spécialiste de la piste. En 2013, elle devient championne du monde de course aux points.

## Palmarès sur piste

### Championnats du monde
- Pruszkow 2009
  - 8e de la course aux points
  - 10e du scratch
- Apeldoorn 2011
  -  Médaillée d'argent de la course aux points
  - 20e de l'omnium
- Melbourne 2012
  - 7e de la course aux points
  - 8e du scratch
  - 21e de l'omnium
- Minsk 2013
  -  Championne du monde de course aux points
  - 18e du scratch
- Cali 2014
  - 11e du scratch
  - 15e de la course aux points
- Saint-Quentin-en-Yvelines 2015
  - 15e du scratch
  - 18e de la course aux points
- Londres 2016
  - 5e du scratch
  - 9e de la course aux points
- Hong Kong 2017
  - 19e de l'omnium[1]
  - 19e de la course aux points[2]
  - Abandon lors de l'américaine[3]
- Apeldoorn 2018
  - 5e du scratch
  - 12e de l'omnium[4]
  - 15e de la course aux points[5]
- Pruszków 2019
  - 9e du scratch
  - 19e de la course aux points

### Coupe du monde
- 2005-2006
  - 2e du scratch à Sydney
- 2007-2008
  - 1re de la course aux points à Los Angeles
  - 3e de la course aux points à Sydney
- 2008-2009
  - 1re de la course aux points à Pékin
- 2011-2012
  - 2e du scratch à Londres
- 2012-2013
  - 2e de la course aux points à Aguascalientes
  - 2e du scratch à Cali
  - 3e de l'omnium à Cali
- 2013-2014
  - 2e de la course aux points à Aguascalientes
- 2016-2017 
  - Classement général de la course aux points
  - 3e de la course aux points à Apeldoorn
- 2017-2018
  - 3e de la course aux points à Milton

### Championnats d'Europe
- Apeldoorn 2011
  -  Médaillée de bronze de la course aux points
- Apeldoorn 2024
  -  Médaillée de bronze de la course aux points

### Jeux européens
| Édition / Épreuve | Course aux points |
| Minsk 2019        | Bronze            |

### Championnats de République tchèque
- 2011
  -  Championne de République tchèque de vitesse par équipes (avec Lucie Hochmann)
- 2012
  -  Championne de République tchèque de poursuite par équipes (avec Denisa Bartizalova et Lucie Hochmann)
- 2013
  -  Championne de République tchèque de vitesse par équipes (avec Barbora Stehnová)
  -  Championne de République tchèque de poursuite par équipes (avec Anna Bodlakova, Barbora Stehnová et Klára Ticháková)
  -  Championne de République tchèque du scratch
- 2014
  -  Championne de République tchèque de poursuite par équipes (avec Kristýna Mrácková, Eva Planicková et Anna Drdová)
  -  Championne de République tchèque d'omnium
- 2016
  -  Championne de République tchèque de poursuite par équipes (avec Barbora Dzerengová, Lucie Hochmann et Eva Planicková)
  -  Championne de République tchèque de course aux points
- 2017
  -  Championne de République tchèque de poursuite par équipes (avec Barbora Dzerengová, Lucie Hochmann, Katerina Kohoutkova  et Eva Jiroušková)
  -  Championne de République tchèque d'omnium
  -  Championne de République tchèque de course par élimination
- 2018
  -  Championne de République tchèque de poursuite par équipes (avec Lucie Hochmann, Tereza Neumanová et Katerina Kohoutkova)
  -  Championne de République tchèque de course aux points
  -  Championne de République tchèque d'omnium
- 2019
  -  Championne de République tchèque de poursuite par équipes (avec Katerina Kohoutkova, Petra Ševčíková et Kristyna Burlova)
  -  Championne de République tchèque de course aux points
  -  Championne de République tchèque d'omnium
- 2021
  -  Championne de République tchèque de poursuite
  -  Championne de République tchèque de course aux points
  -  Championne de République tchèque du scratch
  -  Championne de République tchèque d'omnium

## Palmarès sur route

### Par années
- 2006
  - 3e du championnat de République tchèque du contre-la-montre
- 2007
  - 2e du championnat de République tchèque sur route
- 2008
  -  Championne de République tchèque du contre-la-montre
  - 2e du championnat de République tchèque sur route
- 2009
  - 3e du championnat de République tchèque sur route
  - 3e du championnat de République tchèque du contre-la-montre
- 2011
  - 3e du championnat de République tchèque sur route
  - 3e du championnat de République tchèque du contre-la-montre
- 2012
  -  Championne de République tchèque du contre-la-montre
- 2015
  - 2e du championnat de République tchèque du contre-la-montre
- 2016
  - 2e du championnat de République tchèque du contre-la-montre
- 2017
  - 2e du championnat de République tchèque du contre-la-montre
  - 3e du championnat de République tchèque sur route
- 2018
  -  Championne de République tchèque sur route
  -  Championne de République tchèque du contre-la-montre
- 2019
  - 2e du V4 Ladies Series - Pannonhalma
  - 2e du championnat de République tchèque du contre-la-montre
  - 3e du championnat de République tchèque sur route
- 2020
  -  Championne de République tchèque sur route

### Classements mondiaux
| Année                                 | 2009 | 2010 | 2011 | 2012 | 2013 | 2014 | 2015 | 2016 | 2017 | 2018 | 2019 | 2020 | 2021 | 2022 | 2023 | 2024  |
| ------------------------------------- | ---- | ---- | ---- | ---- | ---- | ---- | ---- | ---- | ---- | ---- | ---- | ---- | ---- | ---- | ---- | ----- |
| Classement UCI                        | 204e | nc   | 294e | 378e | nc   | nc   | 566e | 373e | 269e | 304e | 233e | 139e | 499e | nc   | 300e | 1040e |
|                                       |      |      |      |      |      |      |      |      |      |      |      |      |      |      |      |       |
| Légende : nc = non classéSource : UCI |      |      |      |      |      |      |      |      |      |      |      |      |      |      |      |       |